# Pravičnost
Pravíčnost je neko načelo katero naj bi predstavljalo neko pravico v kateri vsak dobi tisto kar mu pripada, vpliv imajo številna področja z različnimi stališči in perspektivami, vključno s koncepti moralne korektnosti, ki temelji na etiki, racionalnosti, zakonu, veri in pravičnosti.
Zato se uporaba same besedne zveze pravičnosti razlikuje v vsaki kulturi drugače. Zgodnje teorije pravičnosti so postavili starogrški filozofi Platon v svojem delu Republika, Aristotel pa je to omenil v svoji Nikomahovi etiki. Zagovorniki teorije božjih zapovedi so dejali, da pravičnost izhaja iz Boga samega. V 1600-ih so filozofi, kot je John Locke, rekli, da pravičnost izhaja iz naravnega zakona. Teorija družbene pogodbe je dejala, da pravičnost izhaja iz medsebojnega dogovora vseh vpletenih. V 19. stoletju so utilitarni filozofi, na primer John Stuart Mill, rekli, da pravičnost temelji na najboljših rezultatih za največje možno število ljudi. Teorije distribucijske pravičnosti preučuje, kaj naj se razdeli, med kom naj se razdeli in kakšna je pravilna porazdelitev. egalitarci so rekli, da pravičnost lahko obstaja le znotraj sistema enakosti. John Rawls je s teorijo družbene pogodbe rekel, da je pravičnost in distribucijska pravičnost nekakšna oblika pravičnosti. Robert Nozick in drugi so dejali, da lastninska pravice, tudi na področju distribucijske pravičnosti in prava, povečujejo splošno stopnjo bogastva gospodarskega sistema. Zato pravijo, da je treba kaznivo dejanje kaznovati, da se zagotovi pravičnost. Tesno povezana restavrativna pravičnost je pristop k pravičnosti, ki se osredotoča na občutke, potrebe,zadoščanje žrtve in storilca kaznivega dejanja.

## Harmonija
Platon v svojem dialogu Republika s Sokratom zagovarja pravičnost, ki zajema tako pravičnega kot pravično mestno državo. Pravičnost je nek pravilen, harmoničen odnos med vojskujočimi osebami ali mesti. Platonova definicija pravičnosti torej pravi, da je pravičnost imeti in delati tisto, kar je lastno oz. kot bi želeli mi. Pravičen človek je človek na pravem mestu, ki daje vse od sebe in daje natančno enakovrednost prejetemu, torej kar prejme to daje. To velja tako na individualni ravni kot na univerzalni ravni. Človekova duša se deli na - razum, duh in željo. Podobno ima mesto tri dele - Sokrat s priliko o kočiji ponazarja svoje stališče: kočija deluje kot celota, ker moč konjev usmerja voz. Ljubitelji modrosti - filozofi, v nekem smislu tega izraza - bi morali vladati, ker samo oni razumejo, kaj je dobro. Če je kdo bolan, gre prej k zdravniku kot h kmetu, ker je zdravnik strokovnjak na področju zdravja. Podobno bi bilo treba svoje mesto zaupati strokovnjaku na temo dobrega, ne pa zgolj politiku, ki poskuša moč pridobiti tako, da daje ljudem, kar hočejo, in ne, kaj je zanje dobro. Socrates to ponazoritev uporablja s prispodobo o ladji: krivično mesto je kot ladja v odprtem oceanu, v kateri je močan, vendar opit kapitan, skupina nezaupljivih svetovalcev, ki poskušajo s kapetanom manipulirati moč nad smerjo ladje (politiki) in navigator (filozof), ki edini ve, kako ladjo spraviti v pristanišče. Za Sokrata bo ladja na edini način dosegla svoj cilj - dobro - je, če navigator prevzame odgovornost.

## Ukaz božanstva
Zagovorniki teorije božjih zapovedi pravijo, da je pravičnost in pravzaprav celotna morala del božjih zapovedi. Umor je napačen oz. grozovit in ga je treba na po tem takem kaznovati, ker Bog tako pravi. Nekatere različice teorije trdijo, da je treba Boga ubogati zaradi narave njegovega odnosa s človeštvom, druge pa, da je treba Boga ubogati, ker je sam dobrota, in tako dela, ker pravi, da bi bilo tako za vse najboljše.
Platonovo meditacijo o teoriji Božjih zapovedi najdemo v njegovem dialogu Evtiphro. Imenovana Evtifrova dilema se glasi takole: »Ali kaj moralno dobrega zapoveduje Bog, ker je moralno dobro, ali je moralno dobro, ker to zapoveduje Bog?« Pomen je, da če slednje drži, potem pravičnost presega smrtno razumevanje; če je prvo res, potem morala obstaja neodvisno od Boga in je zato predmet obsodbe smrtnikov. Odgovor, ki sta ga v dveh delih preučila Immanuel Kant in C. S. Lewis, je, da je deduktivno veljavno trditi, da obstoj objektivne morale pomeni obstoj Boga in prav tako obratno.

## Naravno pravo
Za zagovornike teorije, da je pravičnost del naravnega prava (npr. John Locke), pravičnost vključuje naravo človeka.

### Despotizem in skepticizem
V Republiki Platon lik Thrasymachus trdi, da je pravičnost interes močnih - zgolj ime za to, kar je močan ali zvit vladar ljudem naložil.

### Skupni dogovor
Zagovorniki družbene pogodbe pravijo, da pravičnost izhaja iz medsebojnega dogovora vseh; ali v mnogih različicah od tistega, s čimer bi se strinjali pod hipotetičnimi pogoji, vključno z enakostjo in odsotnostjo pristranskosti. Ta račun je nadalje obravnavan spodaj, pod naslovom Pravičnost kot pravičnost. Odsotnost pristranskosti se nanaša na enak razlog za vse ljudi, ki so vpleteni v nesoglasje (ali v nekaterih primerih sojenje).

### Podrejena vrednost
Po mnenju utilitarnih mislecev, vključno z Johnom Stuartom Millom, pravičnost ni tako temeljna, kot pogosto mislimo. Namesto tega izhaja iz bolj osnovnega standarda pravilnosti, posledičnosti: prav je tisto, kar ima najboljše posledice (običajno merjeno s skupno ali povprečno povzročeno blaginjo). Ustrezna načela pravičnosti so tista, ki imajo ponavadi najboljše posledice. Ta pravila se lahko izkažejo za znana, kot je vodenje pogodb; lahko pa tudi ne, odvisno od dejstev o resničnih posledicah. Kakor koli že, pomembne so te posledice, pravičnost pa je pomembna, če sploh, le iz tega temeljnega standarda. Mill poskuša razložiti naše zmotno prepričanje, da je pravičnost nadvse pomembna, z utemeljitvijo, da izhaja iz dveh naravnih človeških tendenc: naše želje po povračilu nad tistimi, ki so nas prizadeli ali občutka samoobrambe in naše sposobnosti, da se domiselno postavimo na mesto drugega, sočutje. Ko vidimo, da je nekdo oškodovan, se projiciramo v njegovo situacijo in začutimo željo po maščevanju v njegovem imenu. Če je ta proces vir naših občutkov o pravičnosti, bi to moralo spodkopati naše zaupanje vanje.

## Teorije distribucijske pravičnosti
Teorije distribucijske pravičnosti morajo odgovoriti na tri vprašanja:
1. Kakšno blago naj bo razdeljeno? Ali naj bo to bogastvo, moč, spoštovanje, priložnosti ali kakšna kombinacija teh stvari?
2. Med katerimi entitetami naj se razdelijo? Ljudje (mrtvi, živi, prihodnji), čuteča bitja, člani ene družbe, narodi?
3. Kakšna je pravilna distribucija? Enako, meritokratsko, glede na družbeni status, glede na potrebe, na podlagi lastninskih pravic in nenapadanja?

Teoretiki distribucijske pravičnosti praviloma ne odgovarjajo na vprašanja, kdo ima pravico uveljaviti določeno favorizirano distribucijo, medtem ko teoretiki lastninske pravice pravijo, da "favorizirana distribucija" ne obstaja. Namesto tega mora distribucija temeljiti zgolj na kakršni koli distribuciji, ki izhaja iz zakonitih interakcij ali transakcij (torej transakcij, ki niso nezakonite).
Ta odsek opisuje nekatere široko razširjene teorije distribucijske pravičnosti in njihove poskuse odgovoriti na ta vprašanja.

### Socialna pravičnost
Socialna pravičnost zajema pravičen odnos med posamezniki in njihovo družbo, pri čemer pogosto razmišlja o tem, kako bi bilo treba privilegije, priložnosti in bogastvo razdeliti med posameznike. Socialna pravičnost je povezana tudi z družbeno mobilnostjo, zlasti lahkoto, s katero se posamezniki in družine lahko gibljejo med družbenimi sloji. Socialna pravičnost se razlikuje od svetovljanstva, ki je ideja, da vsi ljudje pripadajo eni sami svetovni skupnosti s skupno moralo. Socialna pravičnost se razlikuje tudi od egalitarnosti, kar pomeni, da so vsi ljudje enaki glede statusa, vrednosti ali pravic, saj teorije socialne pravičnosti ne zahtevajo enakosti. Na primer, sociolog George C. Homans je predlagal, da je temelj koncepta pravičnosti ta, da mora vsak prejeti nagrade, ki so sorazmerne z njegovimi prispevki. Ekonomist Friedrich Hayek je dejal, da je koncept socialne pravičnosti nesmiseln in dejal, da je pravičnost rezultat vedenja posameznika in nepredvidljivih tržnih sil. Socialna pravičnost je tesno povezana s konceptom relacijske pravičnosti, ki govori o pravičnem odnosu s posamezniki, ki imajo skupne značilnosti, kot je državljanstvo, ali ki sodelujejo v pogajanjih.

### Pravičnost
John Rawls je v svoji teoriji pravičnosti z argumentom družbene pogodbe pokazal, da je pravičnost in zlasti distribucijska pravičnost oblika pravičnosti: nepristranska razdelitev dobrin. Rawls nas prosi, da se predstavljamo za tančico nevednosti, ki nam zanika vse znanje o naših osebnostih, družbenih statusih, moralnih karakterjih, bogastvu, talentih in življenjskih načrtih, nato pa vpraša, katero teorijo pravičnosti bi izbrali, da bi upravljali v naši družbi, ko tančica če bi želeli narediti zase kar najbolje, kar bi lahko. Ne vemo, kdo smo še posebej, in zato ne moremo pristransko odločiti v svojo korist. Torej odločitev v nevednosti modelira pravičnost, ker izključuje sebično pristranskost. Rawls je dejal, da bi vsak od nas zavrnil utilitarno teorijo pravičnosti, da bi morali povečati blaginjo (glej spodaj), ker bi se lahko izkazalo, da smo nekdo, čigar lastno dobro se žrtvuje za večje koristi drugim. Namesto tega bi podprli dve Rawlsovi načeli pravičnosti:
- Vsaka oseba mora imeti enako pravico do najobsežnejšega celotnega sistema enakih osnovnih svoboščin, združljivega s podobnim sistemom svobode za vse.
- Vsaka oseba mora imeti enako pravico do najobsežnejšega celotnega sistema enakih osnovnih svoboščin, združljivih s podobnim sistemom svobode za vse.
  - v največjo korist najmanj prizadetih v skladu z načelom pravičnega varčevanja in
  - pritrjena na pisarne in delovna mesta, odprta vsem pod pogoji enakih možnosti.

Ta namišljena izbira upravičuje ta načela kot načela pravičnosti za nas, ker bi se z njimi strinjali v poštenem postopku odločanja. Rawlsova teorija ločuje dve vrsti dobrin – (1) dobro pravic do svobode in (2) družbene in ekonomske dobrine, tj. Bogastvo, dohodek in moč - in zanje uporablja različne razdelitve – enakost med državljani za (1), enakost, razen če je neenakost izboljša položaj najslabših za (2).
V nekem smislu lahko teorije distribucijske pravičnosti trdijo, da bi moral vsak dobiti tisto, kar si zasluži. Teorije se razlikujejo glede pomena tega, kaj si zaslužimo. Glavno razlikovanje je med teorijami, ki pravijo, da bi morali osnovo pravičnih puščav imeti vsi enako, zato izhajajo egalitarni računi distribucijske pravičnosti – in teorijami, ki pravijo, da je osnova pravičnih puščav neenakomerno porazdeljena na podlagi, na primer, trdega dela in zato izpeljite poročila o distribucijski pravičnosti, po katerih bi morali imeti nekateri več kot drugi.
V skladu z meritokratskimi teorijami bi bilo treba blago, zlasti bogastvo in družbeni status, razporediti tako, da ustreza posameznim zaslugam, kar običajno razumemo kot kombinacijo talenta in trdega dela. V skladu s teorijami, ki temeljijo na potrebah, bi bilo treba blago, zlasti tako osnovno blago, kot so hrana, zavetje in zdravstvena oskrba, razdeljevati, da bi zadostili osnovnim potrebam posameznikov po njih. Marksizem je teorija, ki temelji na potrebah in je jedrnato izražena v Marxovem sloganu "od vsakega po njegovih zmožnostih, do vsakega glede na njegove potrebe". V skladu s teorijami, ki temeljijo na prispevkih, je treba blago razdeliti tako, da ustreza prispevku posameznika k splošni družbeni dobrini.

### Premoženjske pravice
Robert Nozick je v Anarchy, State in Utopia dejal, da distribucijska pravičnost ni stvar celotne porazdelitve, ki se ujema z idealnim vzorcem, temveč vsakega posameznega upravičenja, ki ima pravo zgodovino. Človek ima nekaj dobrega (zlasti nekatere lastninske pravice), če in le, če ga je dobil v zgodovini, ki je v celoti sestavljena iz dveh vrst dogodkov:
- Samo pridobitev, še posebej z delom na neznanih stvareh; in
- Samo prenos, to je brezplačno darilo, prodaja ali druga pogodba, ne pa tudi kraja (tj. s silo ali prevaro).

Če veriga dogodkov, ki vodijo do tega, da ima oseba nekaj, izpolnjuje to merilo, je do nje upravičena: to, da jo ima v lasti, je pravično, in to, kar kdo drug počne ali nima ali potrebuje, ni pomembno.
Na podlagi te teorije distribucijske pravičnosti je Nozick dejal, da so vsi poskusi prerazporeditve blaga po idealnem vzorcu, brez soglasja njihovih lastnikov, kraje. Prerazporeditev obdavčitve je zlasti tatvina.
Nekateri teoretiki lastninskih pravic (kot je Nozick) prav tako zavzemajo posledično stališče distribucijske pravičnosti in pravijo, da pravica, ki temelji na lastninskih pravicah, prav tako vpliva na maksimiranje celotnega bogastva ekonomskega sistema. Pojasnjujejo, da imajo prostovoljne (prisilne) transakcije vedno lastnost, imenovano Paretova učinkovitost. Rezultat tega je, da je svetu v absolutnem smislu boljše in nikomur ni slabše. Pravijo, da spoštovanje lastninskih pravic maksimizira število Pareto učinkovitih transakcij na svetu in minimalizira število ne-Pareto učinkovitih transakcij na svetu (tj. Transakcij, pri katerih je nekdo v slabšem položaju). Rezultat tega je, da bo svet ustvaril največjo skupno korist zaradi omejenih, redkih virov, ki so na voljo na svetu. Poleg tega bo to doseženo, ne da bi komu nezakonito odvzeli kaj.

### Povečevanje blaginje
Utilitarist meni, da pravičnost zahteva maksimalizacijo celotne ali povprečne blaginje vseh ustreznih posameznikov. To lahko zahteva žrtvovanje nekaterih za dobro drugih, če se nepristransko upošteva dobro vseh. Utilitarizem na splošno pravi, da je standard upravičenosti dejanj, institucij ali celotnega sveta nepristranski konsekvencializem blaginje in le posredno, če sploh, v zvezi s pravicami, lastnino, potrebami ali katerim koli drugim neutilitarnim merilom. . Ta druga merila so lahko posredno pomembna, kolikor jih vključuje dobro počutje ljudi. Toda tudi takrat bi bile takšne zahteve, kot so človekove pravice, le elementi pri izračunu splošne blaginje in ne nepremostljive ovire za ukrepanje.

## Teorije retributivne pravičnosti
Teorije retributivne pravičnosti vključujejo kaznivo dejanje in morajo odgovoriti na tri vprašanja:
1. Zakaj kaznovati?
2. Koga bi morali kaznovati?
3. Kakšno kazen naj prejmejo?

Ta razdelek obravnava dva glavna poročila o retributivni pravičnosti in njihove odgovore na ta vprašanja. Utilitarne teorije se veselijo prihodnjih posledic kaznovanja, medtem ko se retributivne teorije ozirajo na določena dejanja prestopkov in jih poskušajo uravnotežiti s zasluženo kazenjo.

### Utilitarizem
Utilitarist meni, da pravičnost zahteva maksimalizacijo celotne ali povprečne blaginje vseh ustreznih posameznikov. Kazen se proti kriminalu bori na tri načine:
1. Odvračanje. Z verodostojno grožnjo kaznovanja se lahko ljudje odločijo drugače; dobro zasnovane grožnje bi lahko vodile ljudi k odločitvam, ki bi povečale blaginjo. To se ujema z nekaterimi močnimi intuicijami o pravični kazni: da mora biti praviloma sorazmerna s kaznivim dejanjem.
2. Rehabilitacija. Kazen bi lahko iz »slabih ljudi« naredila »boljše«. Za utilitarista lahko vse, kar pomeni »slaba oseba«, pomeni »osebo, ki bo verjetno povzročila neželene stvari (na primer trpljenje)«. Utilitarizem bi torej lahko priporočil kaznovanje, ki nekoga spremeni tako, da je manj verjetno, da bo povzročil slabe stvari.
3. Varnost / onesposobljenost. Morda obstajajo ljudje, ki so nepopravljivi povzročitelji slabih stvari. Če je tako, bi jim lahko zaprtje prineslo največjo blaginjo z omejevanjem možnosti za škodovanje, zato je korist v zaščiti družbe.

Razlog za kaznovanje je torej maksimiranje blaginje, kazen pa mora biti ne glede na to, katere koli oblike in resnosti so potrebne za dosego tega cilja. To lahko včasih opraviči kaznovanje nedolžnih ali izrekanje nesorazmerno strogih kazni, kadar bo to imelo na splošno najboljše posledice (morda bi na primer izvedba nekaj osumljenih trgovcev v živo na televiziji učinkovito odvračala od kraje v trgovini). Predlaga tudi, da se izkaže, da kaznovanje nikoli ne bo pravilno, odvisno od dejstev o dejanskih posledicah.

### Retributivizem
Retributivist bo mislil, da se posledičnost moti. Če nekdo stori kaj narobe, se moramo odzvati s kaznovanjem samega storjenega dejanja, ne glede na to, kakšne rezultate bo kaznovala. Napake je treba uravnotežiti ali na nek način popraviti, zato si zločinec zasluži kazen. Pravi, da si vsi krivi ljudje in samo krivi zaslužijo ustrezno kazen. To se ujema z nekaterimi močnimi intuicijami o pravični kazni: da mora biti sorazmerna s kaznivim dejanjem in da mora biti kriva samo za vse. Vendar včasih pravijo, da je retributivizem zgolj maščevanje. Vendar pa obstajajo razlike med povračilom in maščevanjem: prvo je nepristransko in ima lestvico ustreznosti, drugo pa je osebno in potencialno neomejeno.

### Restavratorska pravičnost
Restorativna pravičnost (včasih imenovana tudi »reparativna pravičnost«) je pristop k pravičnosti, ki se osredotoča na potrebe žrtev in storilcev kaznivih dejanj, namesto da bi izpolnjeval abstraktna pravna načela ali kaznoval storilca. Žrtve v tem procesu igrajo aktivno vlogo, medtem ko se kršitelje spodbuja, da prevzamejo odgovornost za svoja dejanja, »da popravijo škodo, ki so jo storili - z opravičilom, vrnitvijo ukradenega denarja ali družbenimi koristmi«. Temelji na teoriji pravičnosti, ki meni, da sta kazniva dejanja in prestopki kazniva dejanja zoper posameznika ali skupnost in ne državo. Restavratorska pravičnost, ki spodbuja dialog med žrtvijo in storilcem kaznivih dejanj, kaže najvišje stopnje zadovoljstva žrtev in odgovornosti storilca.

### Mešane teorije
Nekateri sodobni filozofi so rekli, da se utilitarne in retributivne teorije ne izključujejo. Na primer, Andrew von Hirsch je v svoji knjigi Doing Justice leta 1976 predlagal, da imamo moralno obveznost kaznovati večja kazniva dejanja kot manjše. Dokler pa se držimo te omejitve, bi imeli utilitarni ideali pomembno drugotno vlogo.

## Teorije

### Rawlsova teorija pravičnosti
Rečeno je bilo, da se »sistematična« ali »programska« politična in moralna filozofija na Zahodu v Platonovi republiki začne z vprašanjem »Kaj je pravičnost?« Po večini sodobnih teorij pravičnosti je pravičnost nadvse pomembna: John Rawls trdi, da je »pravičnost prva vrlina družbenih institucij, kot je resnica sistemov mišljenja«. V klasičnih pristopih, ki so razvidni od Platona do Rawlsa, je koncept »pravičnosti« vedno razložen v logičnem ali »etimološkem« nasprotovanju konceptu nepravičnosti. Takšni pristopi navajajo različne primere krivice kot težave, ki jih mora teorija pravičnosti premagati. Številni pristopi po drugi svetovni vojni pa nasprotujejo tistemu na videz očitnemu dualizmu med tema dvema konceptoma. Pravičnost lahko razumemo ločeno od dobrohotnosti, dobrodelnosti, preudarnosti, usmiljenja, radodarnosti ali sočutja, čeprav se te dimenzije redno razumejo tudi kot medsebojno povezane. Pravičnost je koncept glavnih vrlin, med katerimi je tudi ena. Metafizična pravičnost je bila pogosto povezana s koncepti usode, reinkarnacije ali Božanske previdnosti, torej z življenjem v skladu s kozmičnim načrtom. Povezava pravičnosti s pravičnostjo je tako zgodovinsko in kulturno neodtujljiva.

### Enakost
V politični teoriji liberalizem vključuje dva tradicionalna elementa: svobodo in enakost. Večina sodobnih teorij pravičnosti poudarja koncept enakosti, vključno z Rawlsovo teorijo pravičnosti kot pravičnostjo. Za Ronalda Dworkina je zapleteno pojmovanje enakosti suverena politična vrlina. Dworkin postavlja vprašanje, ali je družba dolžna pravično pomagati odgovornim, da potrebujejo pomoč. Zapleti se pojavijo pri razlikovanju izbirnih in naključnih zadev ter pravičnosti za prihodnje generacije pri prerazporeditvi virov, ki jih zagovarja.

### Enakost pred zakonom
Pravo odpira pomembna in zapletena vprašanja o enakosti, pravičnosti in pravičnosti. Stari pregovor pravi, da so pred zakonom vsi enaki. Prepričanje v enakost pred zakonom se imenuje pravni egalitarizem. V kritiki tega prepričanja je avtor Anatole France leta 1894 dejal: "V svoji veličastni enakosti zakon prepoveduje tako bogatim kot revnim, da spijo pod mostovi, prosijo na ulicah in kradejo hlebce kruha." S tem rekom je Francija ponazorila temeljno pomanjkljivost teorije pravne enakosti, ki ostaja slepa za družbeno neenakost; isti zakon, ki velja za vse, ima lahko nesorazmerno škodljive učinke na najmanj močne.

### Relacijska pravičnost
Relacijska pravičnost skuša preučiti povezave med posamezniki in se osredotoča na njihove odnose v družbah glede na to, kako se ti odnosi vzpostavljajo in konfigurirajo. V normativnem pogledu ta poudarek vključuje razumevanje, kakšni naj bodo ti odnosi. V političnem pogledu ta poudarek vključuje način organiziranja oseb v družbi. Rawlsova teorija pravičnosti nalogo pravičnosti izenačuje s porazdelitvijo primarnih družbenih dobrin v korist najhujšim v družbi. Vendar njegova distribucijska shema in drugi distribucijski računi pravičnosti neposredno ne upoštevajo odnosov moči med posamezniki in med njimi. Prav tako ne obravnavajo takšnih političnih vidikov, kot so različne strukture odločanja, na primer delitve delovne kulture ali konstrukcija družbenih pomenov. Tudi za Rawlsovo lastno osnovno vrednost samospoštovanja ne moremo trditi, da je primerna za distribucijo. Iris Marion Young obtožuje, da distribucijski računi za pravičnost ne zagotavljajo ustreznega načina za konceptualizacijo politične pravičnosti, saj ne upoštevajo številnih zahtev običajnega življenja in da odnosni pogled na pravičnost temelji na razumevanju razlik med družbenimi skupinami. boljši pristop, ki priznava nepravična razmerja moči med posamezniki, skupinami in institucionalnimi strukturami. Mladi Kim ima tudi odnos do vprašanja pravičnosti, vendar odstopa od političnega zagovarjanja skupinskih pravic Iris Marion Young in namesto tega poudarja individualne in moralne vidike pravičnosti. Glede svojih moralnih vidikov je dejal, da pravičnost vključuje odgovorna dejanja, ki temeljijo na racionalni in avtonomni moralni dejavnosti, pri čemer je posameznik pravi nosilec pravic in odgovornosti. Politično trdi, da je pravi okvir za pravičnost oblika liberalizma s tradicionalnimi elementi svobode in enakosti, skupaj s konceptoma raznolikosti in strpnosti.

### Klasični liberalizem
Enakost pred zakonom je eno temeljnih načel klasičnega liberalizma. Klasični liberalizem poziva k enakosti pred zakonom in ne k enakemu izidu. Klasični liberalizem nasprotuje uveljavljanju skupinskih pravic na račun pravic posameznika. Poleg enakosti je posameznikova svoboda osrednji pojem klasičnega liberalizma. Kar zadeva komponento svobode, Isaiah Berlin v Dva koncepta svobode opredeljuje pozitivno in negativno svobodo, pri čemer se strinja s stališčem negativne svobode v obliki svobode pred vmešavanjem vlade. Nadalje razširja koncept negativne svobode, ko podpira načelo škode Johna Stuarta Milsa: »edini cilj, za katerega je človeštvo upravičeno, posamično in kolektivno, če posega v svobodo ukrepanja katerega koli od njih, je samozaščita«, ki predstavlja klasičen liberalni pogled na svobodo.

### Religija in duhovnost

#### Abrahamska pravičnost
Judje, kristjani in muslimani tradicionalno verjamejo, da je pravičnost sedanji, resničen, pravičen in natančneje vladajoči koncept skupaj z usmiljenjem in da pravičnost na koncu izhaja iz Boga in ga drži. Glede na Sveto pismo je ustanove, kot je Mojzesova postava, ustvaril Bog, da bi od Izraelcev zahteval, da živijo in upoštevajo njegova merila pravičnosti.
Hebrejska Biblija opisuje Boga, ko pravi o judovsko-krščanskem patriarhu Abrahamu: »Ne, jaz sem ga izbral, da bo svojim otrokom in svojim gospodinjstvom po njem naložil, naj ohranjajo Gospodovo pot s pravičnostjo in pravičnostjo; .. .. «(1 Mz 18,19). Psalmist opisuje Boga, ki ima »pravičnost in pravičnost [kot] temelj [njegovega] prestola; ....« (Ps 89,14).
Nova zaveza opisuje tudi Boga in Jezusa Kristusa, ki imata in kažeta pravičnost, pogosto v primerjavi z Bogom, ki izkazuje in podpira usmiljenje (Mt 5,7).

### Teorije obsodbe
V kazenskem pravu je kazen končno izrecno dejanje sodniškega postopka in tudi simbolno glavno dejanje, povezano z njegovo funkcijo. Kazen lahko na splošno vključuje zaporno kazen, denarno kazen in / ali druge kazni za obdolženca, obsojenega za kaznivo dejanje. Zakoni lahko določajo obseg kazni, ki se lahko izrečejo za različna kazniva dejanja, smernice o obsodbah pa včasih urejajo, kaznovanje v teh območjih se lahko izreče glede na določen niz prekrškov in značilnosti storilca. Najpogostejši nameni obsodbe v pravni teoriji so:
| Teorija         | Cilj teorije | Primerna kazen                                                                                            |
| --------------- | --- | --- |
| Odškodnina      | Kazen, izrečena brez kakršnega koli razloga, razen storjenega kaznivega dejanja, na podlagi tega, da je kazen, če je sorazmerna, moralno sprejemljiva kot odgovor, ki zadovolji oškodovanca, njegove intime in družbo. | - Tarifni stavki - Kazen mora biti sorazmerna s kaznivim dejanjem                                         |
| Zastraševanje   | - Posamezniku - posameznika odvrača strah pred nadaljnjim kaznovanjem. - Širši javnosti - Morebitni prestopniki so opozorjeni na verjetnost kaznovanja.                                                                | - Zaporna kazen - Velika globa - Dolga kazen kot zgled drugim                                             |
| Resocializacija | Reformirati vedenje storilca | - Individualizirane kazni - Opravljanje družbenokoristnega dela - Moralna vzgoja - Poklicno izobraževanje |
| Nesposobnost    | Prestopnik ni zmožen storiti nadaljnjih kaznivih dejanj, da bi družbo na splošno zaščitil pred kriminalom | - Dolga zaporna kazen - Elektronsko označevanje - Prepovedi naročil                                       |
| Popravek        | Odplačilo žrtvam žrtvam ali skupnosti | - Odškodnina - Neplačano delo - Sheme popravkov                                                           |
| Odpoved         | Družba, ki izraža svoje neodobravanje, krepi moralne meje | - Odraža krivdo za prekršek - Kazen v javnosti - Javna kazen                                              |

V civilnih zadevah je odločitev običajno znana kot razsodba ali sodba in ne kot kazen. Civilne zadeve se rešujejo predvsem z denarno odškodnino za povzročeno škodo ('odškodnina') in z ukazi, namenjenimi preprečevanju prihodnje škode (na primer odredbe). V nekaterih pravnih sistemih odškodnina vključuje določen obseg povračila, odpovedi in odvračanja z dodatnimi kategorijami odškodnine, ki presegajo preprosto odškodnino, ki zajema kazenski učinek, socialno neodobravanje in morebiti odvračanje in občasno izsiljevanje (izguba dobička), tudi če druga stranka ni povzročila nobene izgube).

### Evolucijske perspektive
Evolucijska etika in evolucija morale nakazujeta evolucijske osnove za koncept pravičnosti. Raziskave biosocialne kriminologije pravijo, da človekovo dojemanje ustrezne kazenske sodbe temelji na tem, kako se odzvati na zločine v okolju majhnih skupin prednikov in da ti odzivi morda niso vedno primerni za današnje družbe.

### Odzivi na pravičnost
Študije na UCLA leta 2008 so pokazale, da se reakcije na pravičnost »priklopijo« v možgane in da »pravičnost aktivira isti del možganov, ki se odziva na hrano pri podganah ... To je v skladu s pojmom, da se z njimi ravna pravično zadovolji osnovno potrebo«. Raziskave, opravljene leta 2003 na univerzi Emory, na katerih so sodelovali opice kapucini, so pokazale, da imajo tudi druge zadružne živali tak občutek in da »nenaklonjenost nepravičnosti morda ni samo človeška«.

### Institucije in pravosodje
V svetu, kjer so ljudje med seboj povezani, vendar se ne strinjajo, morajo institucije predstaviti ideale pravičnosti. Te institucije so lahko upravičene s približnim primerom pravičnosti ali pa so globoko krivične v primerjavi z idealnimi standardi - razmislite o instituciji suženjstva. Pravica je ideal, ki ga svet ne more izpolniti, včasih zaradi namernega nasprotovanja pravičnosti kljub razumevanju, kar bi lahko bilo katastrofalno. Vprašanje institucionalne pravičnosti odpira vprašanja legitimnosti, postopka, kodifikacije in razlage, ki jih obravnavajo pravni teoretiki in filozofi prava. Cilj Združenih narodov za trajnostni razvoj 16 poudarja potrebo po močnih institucijah, da bi zagotovili pravičnost.